# Barna (prénom)
Pour les articles homonymes, voir Barna.
Barna est un prénom hongrois masculin.

## Personnalité portant ce prénom
- Pour l'ensemble des articles sur les personnes portant ce prénom, consulter :
  - la liste des articles dont le titre commence par ce prénom
  - les listes produites par Wikidata : Liste des personnes de prénom « Barna » — même liste en incluant les éventuels prénoms composés qui contiennent « Barna ».
- Barna Kabay, (1948-) un réalisateur hongrois.
- Barna da Siena, un peintre italien.
- Barna Bor, (1986-) un judoka hongrois.